# WS-Addressing
WS-Addressing — специфікація механізму що дозволяє Вебсервісам обмінюватись інформацією про адреси. Вони в основному складаються з двох частин: структура даних для передачі посилання на endpoint та множини властивостей адрес для повідомлень, які пов'язують інформацію адреси з визначеними повідомленнями. WS-Addressing є частиною так званої специфікації WS-*, яка була розроблена як модульне розширення до SOAP.
WS-Addressing полегшує використання асинхронних викликів, так як кожне повідомлення SOAP містить в заголовку додаткову метаінформацію про відправника та отримувача відповіді, так і про отримувача повідомлення про помилку. Завдяки цьому можливо потім самому відповідати на SOAP-повідомлення навіть коли початкове повідомлення застосовуваного транспортного протолоку вже давно більше не існує. Крім того з'являється унікальне ID, і можливо посилання на попередні повідомлення, які створюють контекст діалогу. Відповідні «посилання на endpoint-ти» завжди поміщуються в елемент XML:
```
<wsa:Address>
http://www.anyURI.com/any/path/
</wsa:Address>

```